# Relations entre l'OTAN et la Russie

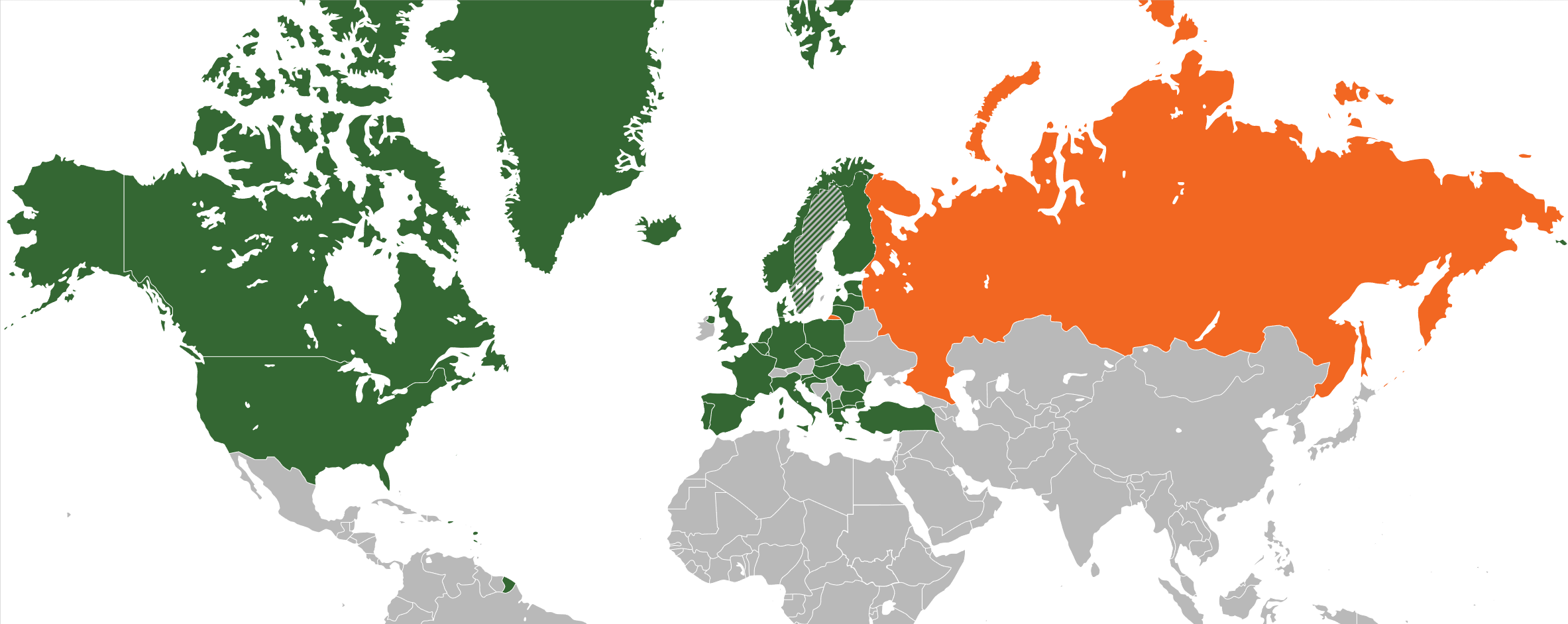
Membres actuels de l'OTAN
Fédération de Russie

Les relations entre l'alliance militaire OTAN et la fédération de Russie ont été établies en 1991 dans le cadre du Conseil de partenariat euro-atlantique,. En 1994, la Russie a adhéré au programme du Partenariat pour la paix et, depuis lors, l’OTAN et la Russie ont signé plusieurs accords de coopération importants. 
Le Conseil Russie-OTAN a été créé en 2002 pour traiter des questions de sécurité et des projets communs. La coopération entre la Russie et l'OTAN se développe désormais dans plusieurs secteurs principaux, notamment: la lutte contre le terrorisme, la coopération militaire, la coopération en Afghanistan (y compris le transport par la Russie de fret non militaire de la Force internationale d'assistance et de sécurité et la lutte contre la production locale de drogue), la coopération industrielle et la non-prolifération des armes.
Le 1er avril 2014, l'OTAN a décidé à l'unanimité de suspendre la coopération avec la fédération de Russie à la suite de l'annexion de la Crimée par la Russie dans le cadre du conflit russo-ukrainien. Le 18 février 2017, le ministre des Affaires étrangères, Sergueï Lavrov, a déclaré qu'il soutenait la reprise de la coopération militaire avec l'OTAN. Fin mars 2017, le Conseil s'est réuni avant la conférence des ministres des Affaires étrangères de l'OTAN à Bruxelles, en Belgique. Les relations se dégradent significativement durant la crise diplomatique russo-ukrainienne débutée en mars 2021, puis l'invasion de l'Ukraine par la Russie en février 2022.

## Coopération d'après-guerre froide

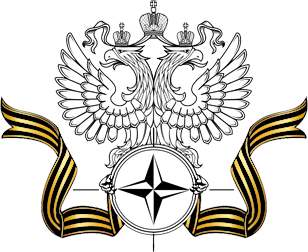
Armoiries de la mission permanente de la Russie auprès de l'OTAN

Après la chute du mur de Berlin en Allemagne, l'OTAN et l'Union soviétique (aujourd'hui la Russie) ont entamé des pourparlers à plusieurs niveaux, notamment en faveur de traités sur le contrôle des armements tels que le Traité sur les forces conventionnelles en Europe. Le ministre soviétique des Affaires étrangères Shevardnadze s'est rendu pour la première fois au siège de l'OTAN le 19 décembre 1989, avant des pourparlers informels en 1990 entre les dirigeants militaires de l'OTAN et de l'Union soviétique. Le secrétaire général de l'OTAN, Manfred Wörner, se rendit à Moscou en juillet 1990 pour discuter de la coopération future, une première pour les relations entre l'OTAN et la Russie.
Les contacts et la coopération officiels entre la Russie et l'OTAN ont débuté en 1991 dans le cadre du Conseil de coopération nord-atlantique (renommé plus tard Conseil de partenariat euro-atlantique). Ils ont été approfondis par l'adhésion de la Russie au programme du Partenariat pour la paix le 22 juin 1994.
Le 27 mai 1997, lors du sommet de l'OTAN à Paris, la France, l'OTAN et la Russie ont signé l'acte fondateur sur les relations mutuelles, la coopération et la sécurité,, une feuille de route pour une éventuelle coopération entre l'OTAN et la Russie. Les parties ont déclaré qu'elles ne se voyaient pas comme des adversaires et que, « sur la base d'un engagement politique durable pris au plus haut niveau politique, établiraient ensemble une paix durable et inclusive dans la zone euro-atlantique, fondée sur les principes de la démocratie et de la sécurité coopérative ».
En décembre 2009, l'OTAN sollicite l'aide de la Russie en Afghanistan pour demander le transport de cargaisons (y compris éventuellement militaires) sur le territoire russe jusqu'en Afghanistan et de fournir davantage d'hélicoptères aux forces armées afghanes. La Russie a jusqu'à présent rejeté ces demandes, même si elle a continué d'autoriser le transit de fournitures non militaires sur son territoire.
Le 6 juin 2011, l'OTAN et la Russie ont participé à leur tout premier exercice aérien, baptisé "Vigilant Skies 2011". Depuis la guerre froide, il ne s'agit que de la deuxième entreprise militaire conjointe entre l'alliance et la Russie, le premier étant un exercice naval conjoint qui a débuté le 30 mai 2011.
En avril 2012, il y a eu des manifestations en Russie contre la participation de leur pays à l'OTAN, composées principalement de groupes ultranationalistes et de gauche.
Reuters a rapporté en février 2014 que la Russie et l'OTAN élaboraient des plans pour protéger conjointement le MV Cape Ray, utilisé pour le démantèlement des armes chimiques syriennes (en).

## Suspension de la coopération et renforcement de l'armée

### 2014
Début mars 2014, les tensions entre l'OTAN et la Russie ont augmenté à la suite de la guerre russo-ukrainienne et de la décision de la Russie d'annexer la Crimée: l'OTAN a exhorté la Russie à mettre fin à ses actions et a déclaré qu'elle soutenait l'intégrité territoriale et la souveraineté de l'Ukraine. Le 1er avril 2014, l'OTAN a publié une déclaration des ministres des Affaires étrangères de l'OTAN, dans laquelle l'organisation annonce qu'elle avait décidé de suspendre toute coopération civile et militaire avec la Russie,. La déclaration condamnait "l'intervention militaire illégale de la Russie en Ukraine et la violation par la Russie de la souveraineté et de l'intégrité territoriale de l'Ukraine".
Au printemps, le ministère russe de la Défense a annoncé qu'il envisageait de déployer des forces supplémentaires en Crimée dans le cadre du renforcement de sa flotte de la mer Noire, y compris le redéploiement d’ici 2016 des bombardiers longue portée à capacité nucléaire Tupolev Tu-22M3 (« Backfire »), qui étaient l’épine dorsale des unités de frappe navales soviétiques pendant la guerre froide. L'OTAN a été alarmée par ces mesures: en novembre, le commandant en chef de l'OTAN, le général américain Philip Breedlove, a déclaré que l'Alliance « surveillait de près les indices », craignant que la Russie ne déplace son arsenal nucléaire dans la péninsule. En décembre, le ministre russe des Affaires étrangères, Sergueï Lavrov, a déclaré qu'il s'agirait d'une action légitime, car « la Crimée fait désormais partie d'un pays doté de telles armes en vertu du Traité sur la non-prolifération des armes nucléaires ».
Au sommet de l'OTAN tenu au Pays de Galles au début du mois de septembre, la Commission OTAN-Ukraine a adopté une déclaration commune condamnant "fermement l'annexion déclarée illégale et illégitime par la Russie de la Crimée et sa déstabilisation persistante et délibérée de l'Ukraine orientale en violation du droit international"; cette position a été réaffirmée dans la déclaration de début décembre par le même organe.
Un rapport publié en novembre soulignait le fait que les affrontements militaires entre la Russie et l'Occident (principalement des pays de l'OTAN) avaient atteint le niveau de la guerre froide: 40 incidents dangereux ou délicats ont été enregistrés au cours des huit derniers mois, notamment un avion de reconnaissance croisant un avion de passagers décollant du Danemark en mars avec 132 passagers à bord. Une augmentation sans précédent de l’activité aérienne et navale russe dans la région de la Baltique a incité l’OTAN à intensifier sa rotation de longue date des chasseurs militaires en Lituanie. Une force aérienne russe similaire a intensifié ses activités dans la région Asie-Pacifique grâce à la reprise de l'utilisation de la base militaire soviétique précédemment abandonnée de Cam Ranh Bay, au Vietnam. En mars 2015, le ministre russe de la Défense, Sergueï Shoygu, a déclaré que les bombardiers russes à longue portée continueraient de patrouiller dans différentes parties du monde et s'étendraient dans d'autres régions.
En juillet, les États-Unis ont officiellement accusé la Russie d’avoir violé le Traité de 1987 sur les forces nucléaires à portée intermédiaire (INF) en mettant à l’essai un missile de croisière moyenne portée interdit (vraisemblablement le R-500, une modification de l'Iskander) et menace de riposter en conséquence,. Au début de juin 2015, le Département d’État américain a signalé que la Russie n’avait pas corrigé la violation de l’I.N.F. Selon le rapport d'octobre 2014 du gouvernement américain, la Russie disposait de 1 643 têtes nucléaires prêtes à être lancées (contre 1 537 en 2011), soit une de plus que les États-Unis, dépassant ainsi les États-Unis pour la première fois depuis 2000. La capacité déployée des deux pays est en violation du traité New START de 2010 qui fixe un plafond de 1 550 têtes nucléaires. De même, avant même 2014, les États-Unis avaient décidé de mettre en œuvre un programme à grande échelle, d'une valeur allant jusqu'à un billion de dollars, visant à revitaliser globalement son secteur de l'énergie atomique, comprenant des plans pour une nouvelle génération de vecteurs et la construction d'installations de recherche à Los Alamos, au Nouveau-Mexique, et du campus de la sécurité nationale au sud de Kansas City,.
À la fin de 2014, Poutine a approuvé une doctrine militaire nationale révisée selon laquelle le renforcement de l'OTAN près des frontières russes constituait la principale menace militaire,.

### Force de réaction rapide
Le 2 décembre 2014, les ministres des Affaires étrangères des pays de l'OTAN ont annoncé la création d'une force de frappe à réaction rapide (la «force opérationnelle interarmées à très haute disponibilité») créée conformément au plan d'action convenu lors du sommet de l'OTAN au pays de Galles au début du mois de septembre 2014 et destiné à renforcer la présence de l'OTAN dans la partie orientale de l'alliance,. En juin 2015, au cours d'exercices militaires tenus en Pologne, l'OTAN a testé la nouvelle force de réaction rapide pour la première fois. Plus de 2 000 soldats de neuf États ont participé à l'exercice. À la fin des exercices, le secrétaire général de l'OTAN, Jens Stoltenberg, a annoncé que la force déployée en Europe de l'Est serait portée à 40 000 hommes.

### 2015
Début février 2015, des diplomates de l'OTAN ont déclaré que la stratégie nucléaire de la Russie suscitait l'inquiétude et semblait indiquer un abaissement du seuil d'utilisation de l'arme nucléaire dans tout conflit. La conclusion a été suivie par le secrétaire britannique à la Défense, Michael Fallon, déclarant que la Grande-Bretagne devait mettre à jour son arsenal nucléaire en réponse à la modernisation des forces nucléaires de la Russie. Plus tard en février, Fallon a déclaré que Poutine pourrait répéter la tactique utilisée en Ukraine avec les membres baltes de l'alliance de l'OTAN. Il a également ajouté: "L'OTAN doit être prête à toute forme d'agression de la part de la Russie, quelle que soit sa forme. L'OTAN se prépare." Fallon a noté qu'il ne s'agissait pas d'une nouvelle guerre froide avec la Russie, car la situation était déjà "plutôt chaleureuse".
En mars 2015, la Russie, citant la violation de facto par l'OTAN du traité de 1990 sur les forces armées conventionnelles en Europe, a déclaré que la suspension de sa participation à ce traité, annoncée en 2007, était désormais "achevée" en mettant un terme à sa participation au groupe de consultation sur le traité,.
Au début d'avril 2015, les informations divulguées imputées à des sources officieuses au sein de l'armée et des services de renseignement russes ont été publiées, faisant état de la préparation prétendue de la Russie à une réaction nucléaire à certains actes non nucléaires hostiles commis par l'OTAN; ces menaces implicites ont été interprétées comme "une tentative de créer une incertitude stratégique" et de miner la cohésion politique occidentale. Dans le même ordre d'idées, le ministre norvégien de la Défense, Ine Eriksen Soreide, a déclaré que la Russie avait "créé une incertitude quant à ses intentions".
En juin 2015, un analyste militaire russe indépendant a déclaré : "Tout le monde devrait comprendre que nous vivons dans un monde totalement différent de ce qu'il était il y a deux ans. Dans ce monde perdu, il était possible d'organiser votre sécurité par des traités, des mesures de confiance mutuelle. Nous sommes maintenant dans une situation absolument différente, où le moyen général d'assurer votre sécurité est la dissuasion militaire".
Le 16 juin 2015, Tass a cité le vice-ministre russe des Affaires étrangères, Aleksey Meshkov, affirmant "qu'aucun des programmes russo-OTAN qui fonctionnaient auparavant ne fonctionnait à un niveau opérationnel".
Fin juin 2015, lors d'un voyage en Estonie, le secrétaire américain à la Défense, Ashton Carter, a déclaré que les États-Unis déploieraient des armes lourdes, notamment des chars, des véhicules blindés et de l'artillerie, en Bulgarie, en Estonie, en Lettonie, en Lituanie, en Pologne et en Roumanie. Les commentateurs occidentaux ont interprété cette démarche comme le début d'une réorientation de la stratégie de l'OTAN. Un responsable du ministère russe de la Défense a qualifié cet acte d'acte « le plus agressif de Washington depuis la guerre froide ». Pour leur part, les États-Unis ont fait part de leur préoccupation face à l'annonce par Poutine de son intention d'ajouter plus de 40 nouveaux missiles balistiques à l'arsenal nucléaire de la Russie en 2015. Des observateurs et des analystes américains, tels que Steven Pifer, notant que les États-Unis n’avaient aucune raison de s’alarmer au sujet des nouveaux missiles, à condition que la Russie reste dans les limites du nouveau Traité de réduction des armements stratégiques de 2010 (nouveau START); Cependant, Pifer a suggéré que la motivation la plus alarmante derrière cette rhétorique pourrait être que Poutine considère les armes nucléaires non seulement comme des outils de dissuasion, mais également comme des outils de coercition. Entre-temps, fin juin 2015, il a été signalé que le calendrier de production du nouveau missile balistique intercontinental thermonucléaire Sarmat, équipé du MIRV et destiné à la Russie, destiné à remplacer les missiles obsolètes SS-18 Satan de l'époque soviétique, était en train de glisser. Les commentateurs ont également souligné les inévitables contraintes financières et technologiques qui entraveraient toute véritable course aux armements avec l’Occident, si la Russie s’engageait dans cette voie.
Les tensions entre l'OTAN et la Russie ont encore augmenté après que, le 24 novembre 2015, la Turquie ait abattu un avion de guerre russe qui aurait violé son espace aérien alors qu'il effectuait une mission dans le nord-ouest de la Syrie.
Le 2 décembre 2015, les États membres de l'OTAN ont officiellement invité le Monténégro à rejoindre l'alliance, ce qui a amené la Russie à réagir en suspendant sa coopération avec ce pays.

### 2016
Peu de temps avant une réunion du Conseil Russie-OTAN, première réunion de ce type depuis juin 2014, le ministre russe des Affaires étrangères, Sergueï Lavrov, a évoqué ce qu'il considérait comme "une montée en puissance militaire sans précédent depuis la fin de la guerre froide, la présence de l'OTAN sur le soi-disant flanc oriental de l'alliance dans le but d'exercer une pression militaire et politique sur la Russie. La Russie n'envisage pas et ne sera pas entraînée dans une confrontation insensée et est convaincue qu'il n'y a pas d'alternative raisonnable à une coopération paneuropéenne mutuellement bénéfique dans le domaine de la sécurité, fondée sur le principe d'indivisibilité de la sécurité reposant sur l'international loi.", Après la réunion, l'ambassadeur de Russie auprès de l'OTAN a déclaré que son pays se sentait à l'aise sans relations de coopération avec l'alliance. Il a noté qu’à l’époque, la Russie et l’OTAN n’avaient pas d’agenda positif pour poursuivre. Le secrétaire général de l'OTAN, Jens Stoltenberg, a déclaré : « L'OTAN et la Russie ont des désaccords profonds et persistants. La réunion d'aujourd'hui n'a pas changé la donne »,. L'ouverture du premier site du système de défense antimissile de l'OTAN à Deveselu, en Roumanie, en mai 2016, a conduit la Russie à réitérer sa position selon laquelle le système construit par les États-Unis minait la sécurité de la Russie et constituait une "menace directe pour la sécurité mondiale et régionale" et que des mesures "étaient prises pour assurer le niveau de sécurité nécessaire à la Russie".
Le sommet de l'OTAN tenu à Varsovie en juillet 2016 a approuvé le plan visant à transférer, début 2017, quatre bataillons totalisant entre 3 000 et 4 000 hommes dans les États baltes et la Pologne orientale, et d'intensifier les patrouilles aériennes et maritimes pour rassurer les alliés qui faisaient autrefois partie du Bloc soviétique. Le communiqué adopté expliquait que la décision visait à "démontrer sans ambiguïté, dans le cadre de notre attitude générale, la solidarité, la détermination et la capacité des Alliés à agir en déclenchant une réaction immédiate des Alliés face à toute agression." Le sommet a réaffirmé la décision précédemment prise par l'OTAN de "suspendre toute coopération civile et militaire concrète entre l'OTAN et la Russie, tout en restant ouvert au dialogue politique avec la Russie". Les chefs d'État et de gouvernement "ont condamné le renforcement de l'armée russe en cours et de grande envergure en Crimée". Ils ont également déclaré que "la présence militaire et le soutien importants de la Russie au régime en Syrie" et son renforcement militaire dans la Méditerranée orientale "posaient de nouveaux risques et défis pour la sécurité des Alliés et autres". Les dirigeants de l'OTAN ont décidé de renforcer leur soutien à l'Ukraine: lors d'une réunion de la Commission OTAN-Ukraine, les dirigeants alliés ont examiné la situation en matière de sécurité avec le président ukrainien Porochenko, se félicitant des projets de réforme du gouvernement et approuvant un programme d'assistance complet destiné à l'Ukraine, "aider à rendre les institutions ukrainiennes de défense et de sécurité plus efficaces, plus efficientes et plus responsables". Lors de la réunion du Conseil Russie-OTAN au niveau qui s'est tenue peu après le sommet de Varsovie, la Russie a mis en garde l'OTAN contre l'intensification de ses activités militaires dans la mer Noire. La Russie a également annoncé son accord pour que ses pilotes d’avions militaires survolant la région de la Baltique allument les émetteurs de cockpit, appelés transpondeurs, si les avions de l’OTAN agissent de la même manière.
À la mi-juillet 2016, l'armée russe a annoncé qu'un régiment d'infanterie équipé de S-400 serait déployé dans la ville de Théodosie en Crimée en août de la même année, renforçant les capacités russes autour de la péninsule.

### 2017
En juillet 2017, le Conseil OTAN-Russie s'est réuni à Bruxelles. À l'issue de la réunion, le secrétaire général de l'OTAN, Jens Stoltenberg, a déclaré que les Alliés et la Russie avaient eu un "débat franc et constructif" sur l'Ukraine, l'Afghanistan, la transparence et la réduction des risques. Les deux parties se sont informées sur l'Exercice Zapad 2017 (en) entre la Russie et la Biélorussie et sur l'exercice Trident Javelin 2017 de l'OTAN.
Fin août 2017, l'OTAN a déclaré que les quatre groupements tactiques multinationaux de l'OTAN en Estonie, en Lettonie, en Lituanie et en Pologne étaient pleinement opérationnels, conformément à la décision prise lors du sommet de Varsovie de 2016.

## Stoltenberg et la fédération de Russie
Le 25 mars 2014, Stoltenberg a prononcé un discours devant une convention du parti travailliste dans lequel il critiquait sévèrement la Russie pour son invasion de la Crimée, affirmant que la Russie menaçait la sécurité et la stabilité en Europe et enfreignait le droit international. Après son élection au poste de secrétaire général de l'OTAN, Stoltenberg a souligné que l'invasion de l'Ukraine par la Russie était un "rappel brutal de la nécessité de l'OTAN", déclarant que les actions de la Russie en Ukraine représentaient "la première fois atteinte au territoire d'une autre pays depuis la Seconde Guerre Mondiale".

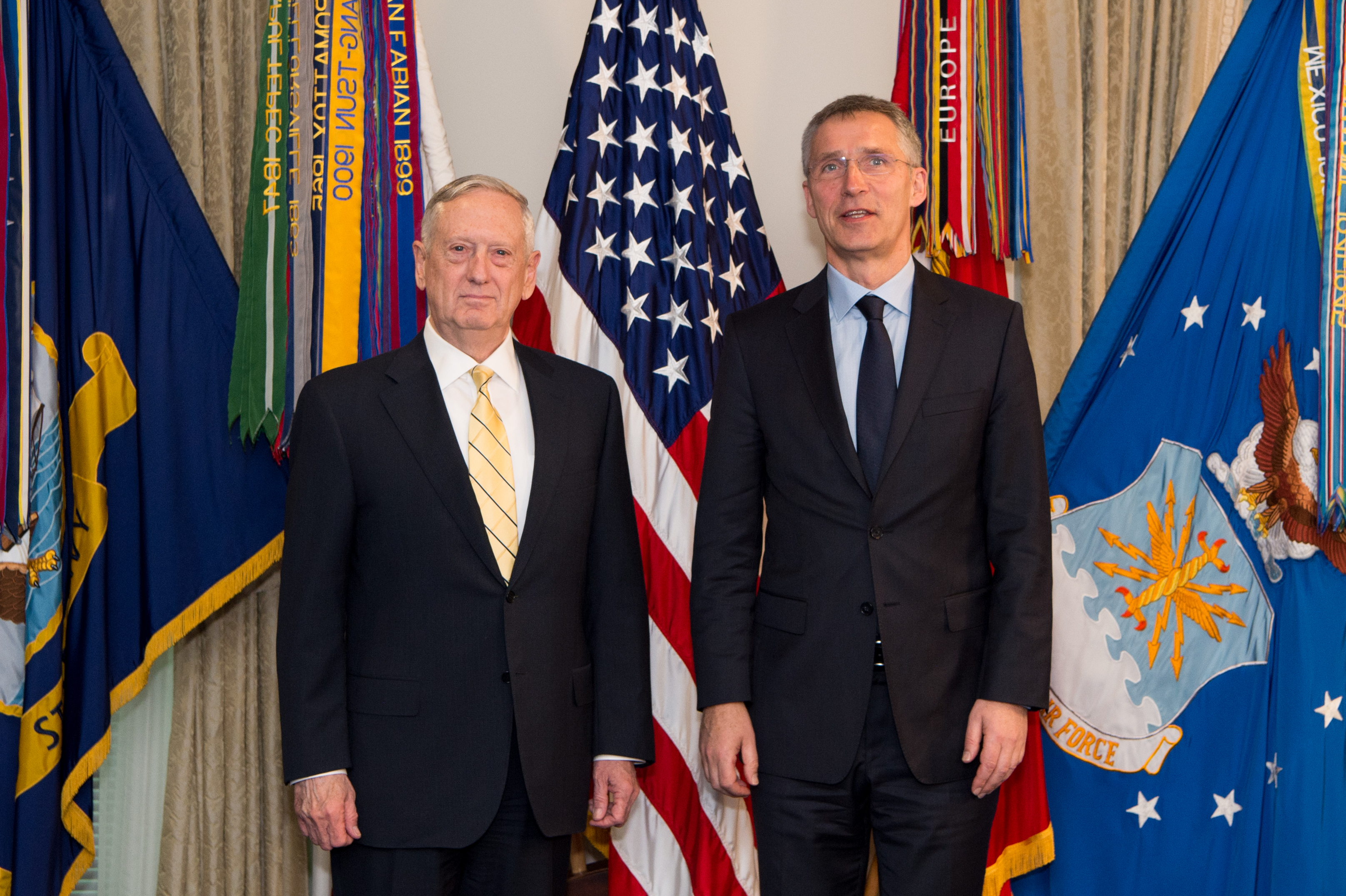
Stoltenberg et le secrétaire américain à la Défense, James Mattis, au Pentagone à Washington, D.C, le 21 mars 2017.

Stoltenberg a souligné la nécessité pour l'OTAN de disposer d'une capacité militaire suffisamment forte, y compris d'armes nucléaires, pour dissuader la Russie de violer le droit international et de menacer la sécurité de ses États membres. Il a souligné l'importance de l'article 5 du Traité de l'Atlantique Nord et la responsabilité qui incombe à l'OTAN de défendre la sécurité de ses membres de l'Est. Il a en outre déclaré que la Russie devait être sanctionnée pour ses actions en Ukraine et qu'une éventuelle adhésion de l'Ukraine à l'OTAN serait "une question très importante" dans un proche avenir. Stoltenberg s'inquiète de l'acquisition par la Russie de nouveaux missiles de croisière.
Il a qualifié l'OTAN "d'alliance la plus réussie de l'histoire", déclarant que "l'OTAN a assuré la paix en Europe depuis sa création et qu'elle est parvenue à s'adapter aux nouveaux défis de sécurité".
Concernant la question du terrorisme, il a appelé à davantage de coopération avec la Russie dans la lutte à la suite de l'attaque meurtrière contre le siège de l'hebdomadaire satirique français Charlie Hebdo à Paris.
Sous la direction de Stoltenberg, l'alliance a adopté une position radicalement nouvelle en matière de propagande et de contre-propagande en 2015. Dans un reportage, un journaliste déclara que '"dans le cadre de la position durcie, la Grande-Bretagne a engagé 750 000 £ de fonds britanniques pour soutenir une unité de lutte contre la propagande au siège de l'OTAN à Bruxelles."
Le 24 novembre 2015, Stoltenberg a déclaré: "Nous sommes solidaires avec la Turquie et soutenons l'intégrité territoriale de notre allié de l'OTAN" après que la Turquie a abattu un avion militaire russe pour avoir prétendument violé l'espace aérien turc pendant 17 secondes, près de la frontière syrienne.
En réponse à l'empoisonnement de Sergei et Yulia Skripal, Stolenberg a annoncé le 27 mars que l'OTAN expulserait sept diplomates russes de la mission russe à l'OTAN à Bruxelles. En outre, 3 postes non pourvus à la mission se sont vu refuser l'accréditation par l'OTAN. La Russie a accusé les États-Unis de la réponse de l'OTAN.
L'Otan annonce le 6 octobre 2021 avoir retiré leur accréditation à huit membres de la mission russe pour espionnage et avoir réduit à dix le nombre de postes que la Russie peut accréditer auprès de l'Alliance.
Le 18 octobre 2021, le ministre des Affaires étrangères russe annonce la suspension de sa mission auprès de l'Otan et de celle de l'Alliance à Moscou.

## Conseil OTAN-Russie

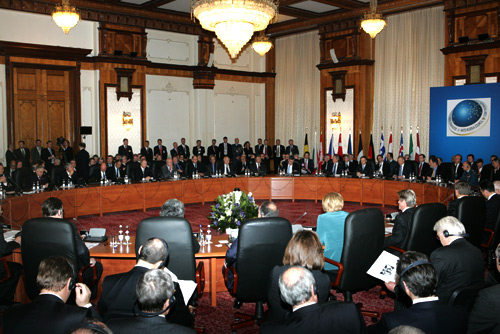
Réunion du conseil OTAN-Russie à Bucarest, en Roumanie, le 4 avril 2008

Le Conseil OTAN-Russie a été créé le 28 mai 2002 lors du sommet de l'OTAN à Rome en 2002. Le conseil a été un outil diplomatique officiel pour le traitement des questions de sécurité et des projets communs entre l'OTAN et la Russie, impliquant "la recherche d'un consensus, des consultations, des décisions communes et des actions communes",.
Les "décisions et actions communes" prises en vertu d'accords du Conseil OTAN-Russie comprennent la lutte contre le terrorisme,, la coopération militaire (exercices militaires conjoints et formation du personnel), la coopération sur l'Afghanistan (la Russie organise des cours de formation pour officiers anti-drogue en Afghanistan et dans des pays d'Asie centrale en coopération avec l'ONU), transport par la Russie de marchandises non militaires à l'appui de la FIAS de l'OTAN en Afghanistan, coopération industrielle, coopération en matière d'interopérabilité de la défense, non-prolifération et autres domaines.
Les chefs d'État des pays de l'OTAN et de la Russie ont présenté un bilan positif des réalisations du Conseil OTAN-Russie lors du sommet de Bucarest en avril 2008, bien que les deux parties aient exprimé un léger mécontentement face au manque de contenu réel résultant du conseil. En janvier 2009, l'envoyé russe auprès de l'OTAN, Dmitry Rogozin, a déclaré que le conseil OTAN-Russie était "un organe où se déroulaient des discussions scolaires." Un responsable américain a partagé ce point de vue en déclarant: "Nous voulons maintenant structurer la coopération de manière plus pratique, dans des domaines où vous pouvez obtenir des résultats, au lieu d'insister sur des choses qui ne se produiront pas."

## Conflits d'intérêts

### Guerre de Géorgie et reconnaissance de l'Ossétie du Sud et de l'Abkhazie
Les relations entre la Russie et l'OTAN se sont dégradées à l'été 2008 en raison de la guerre menée par la Russie contre la Géorgie. Plus tard, le Conseil de l'Atlantique Nord a condamné la Russie pour avoir reconnu l'indépendance des régions géorgiennes d'Ossétie du Sud et d'Abkhazie. Le secrétaire général de l'OTAN a affirmé que la reconnaissance par la Russie de l'Abkhazie et de l'Ossétie du Sud constituait une violation de nombreuses résolutions du Conseil de sécurité des Nations unies, notamment de résolutions adoptées par la Russie. La Russie, à son tour, a insisté sur le fait que la reconnaissance était fondée sur la situation sur le terrain et qu'elle était conforme à la Charte des Nations unies, à l'accord de la CSCE à Helsinki de 1975 et à d'autres lois internationales fondamentales; Les médias russes ont fortement insisté sur le précédent de la récente déclaration d'indépendance du Kosovo.

Les relations se sont encore tendues en mai 2009 lorsque l'OTAN a expulsé deux diplomates russes sous le prétexte d'espionnage. Cela a également ajouté de la tension à celle déjà créée par les exercices militaires proposés par l'OTAN en Géorgie, comme l'a déclaré le président russe Dmitry Medvedev, 
Les exercices prévus par l'OTAN en Géorgie, quelle que soit la façon dont nous essayons de nous convaincre du contraire, constituent une provocation manifeste. On ne peut pas faire d'exercices dans un endroit où il y avait une guerre.
Avant les élections parlementaires russes de 2011, le président Dmitri Medvedev aurait également déclaré que si la Russie n'avait pas rejoint la guerre d'Ossétie du Sud de 2008, l'OTAN se serait encore élargie vers l'est.

### Défense antimissile de l'OTAN
Le gouvernement russe déclare qu'un système de défense antimissile proposé par les États-Unis en Pologne et en Tchéquie pourrait menacer ses propres défenses. Le commandant des forces spatiales russes, le colonel général Vladimir Popovkine, a déclaré en 2007 que "(les) trajectoires des missiles iraniens ou nord-coréens ne passeraient pratiquement pas à proximité du territoire de la République tchèque, mais tout lancement possible d'ICBM russe à partir du territoire la Russie ou depuis la flotte russe du Nord serait contrôlée par la station radar ",.
Cependant, en 2009, Barack Obama a annulé le projet de défense antimissile en Pologne et en République tchèque après que la Russie ait menacé les États-Unis de réagir par une intervention militaire. La Pologne a été avertie qu'en acceptant le système antimissile de l'OTAN, elle s'exposait à une attaque nucléaire de la part de la Russie.
La Russie a également mis en garde contre le déplacement de missiles défensifs à la frontière entre la Turquie et la Syrie,.
En février 2010, la Roumanie a annoncé un accord avec les États-Unis pour un système de défense antimissile, que la Russie a interprété comme une menace pour sa sécurité nationale[réf. nécessaire].

### Plans d'élargissement de l'OTAN en Ukraine et en Géorgie
Le gouvernement russe estime que les projets d'expansion de l'OTAN en Ukraine et en Géorgie pourraient avoir un impact négatif sur la sécurité européenne. De même, les Russes sont pour la plupart fortement opposés à toute expansion de l'OTAN vers l'Est,. L'ancien président russe Dmitri Medvedev a déclaré en 2008 qu'aucun pays ne serait heureux qu'un bloc militaire auquel il n'appartiendrait pas approche de ses frontières",.

## Suggestions de l'adhésion de la Russie à l'OTAN
L’idée que la Russie devienne membre de l’OTAN a été proposée à plusieurs reprises par les dirigeants occidentaux et russes, ainsi que par certains experts. Lors d'une série d'entretiens avec le réalisateur Oliver Stone, le président Vladimir Poutine lui a annoncé qu'il envisageait la possibilité pour la Russie d'adhérer à l'OTAN avec Bill Clinton lors de sa visite à Moscou en 2000. Poutine a déclaré: « Lors de la réunion, j'ai déclaré: "Envisageons une option où la Russie pourrait adhérer à l'OTAN", auquel M. Clinton a répondu: "Pourquoi pas?". Mais la délégation américaine est devenue très nerveuse ». Selon l'ancien secrétaire général de l'OTAN, Anders Fogh Rasmussen, dans les premiers jours de sa présidence, entre 2000 et 2001, Poutine a fait de nombreuses déclarations indiquant qu'il était très favorable à l'idée d'une adhésion de la Russie à l'OTAN. Lorsque Rasmussen a rencontré pour la première fois le président Poutine en 2002, le dirigeant russe lui a semblé très "pro-occidental".
En 1990, lors de la négociation de la réunification de l'Allemagne à la fin de la guerre froide avec le secrétaire d'État américain James Baker, le président soviétique Mikhaïl Gorbatchev a déclaré: "Vous dites que l'OTAN n'est pas dirigée contre nous, mais simplement une structure de sécurité aux nouvelles réalités... nous proposons donc de rejoindre l’OTAN. " Cependant, Baker a écarté cette possibilité en tant que "rêve".
En mars 2009, le ministre polonais des Affaires étrangères, Radosław Sikorski, a suggéré d'inclure la Russie dans l'OTAN. S'adressant à l'un des principaux quotidiens polonais après la conférence, M. Sikorski a expliqué: "Je maintiens tout ce que j'ai dit, mais cela ne veut pas dire que j'invite la Russie à adhérer à l'OTAN. J'ai simplement présenté une certaine vision hypothétique, une référence à un débat qui a eu lieu au sein de l'OTAN au milieu des années 1990. Ensuite, sous l’administration Clinton, un débat a eu lieu sur la question de savoir si et à quelles conditions la Russie pourrait devenir membre de l’Alliance.' Les dirigeants russes ont toutefois précisé que la Russie n'envisageait pas de rejoindre l'alliance, préférant maintenant maintenir la coopération à un niveau inférieur. En mars 2009, l'envoyé russe auprès de l'OTAN, Dmitry Rogozin, en réponse à la proposition de Radosław Sikorski, a déclaré: "Les grandes puissances ne se joignent pas à une coalition dans le futur. La Russie se considère comme une grande puissance."
Début 2010, cette suggestion a été réitérée dans une lettre ouverte co-écrite par les experts de la défense allemande, le général Klaus Naumann, Frank Elbe, Ulrich Weisser et l'ancien ministre allemand de la Défense Volker Rühe. Les auteurs de la lettre ont affirmé que la Russie était nécessaire à la suite de l'émergence d'un monde multipolaire pour que l'OTAN puisse contrebalancer les puissances asiatiques émergentes.
En septembre 2010, à New York, le Conseil OTAN-Russie s'est réuni pour la première fois après la suspension de ses relations à la suite de la guerre entre la Russie et la Géorgie en 2008; à la veille de la réunion, le représentant permanent des États-Unis auprès de l'OTAN (en), Ivo Daalder, a évoqué la possibilité hypothétique d'une adhésion de la Russie à l'OTAN.

## Idéologie et propagande
La Russie et l'OTAN seraient toutes deux engagées dans une guerre de propagande, les deux parties financent plusieurs médias qui les aident à diffuser leur message. La Russie finance des chaînes de télévision internationales telles que RT, Rossiya Segodnya (y compris Sputnik) et TASS, ainsi que plusieurs réseaux de médias nationaux. Les pays de l'OTAN financent des diffuseurs internationaux tels que Voice of America et BBC World Service. Les médias russes ont particulièrement critiqué les États-Unis. En 2014, la Russie a coupé les transmissions radio de Voice of America après que celle ci ait critiqué les actions de la Russie en Ukraine. L'indice de la liberté de la presse de Reporters sans frontières accorde de faibles résultats à la liberté de la presse en Russie (en), et la Russie limite la participation des médias de propriété étrangère à moins de 20 %. En janvier 2015, le Royaume-Uni, le Danemark, la Lituanie et l'Estonie ont appelé l'Union européenne à combattre conjointement la propagande russe en mettant en place une "plate-forme permanente" chargée de collaborer avec l'OTAN dans le domaine des communications stratégiques et de renforcer les médias locaux en langue russe. Federica Mogherini, Haute Représentante de l'UE pour les affaires étrangères et la politique de sécurité, a déclaré le 19 janvier 2015 qu'elle envisageait de créer un organe médiatique de langue russe doté d'un public cible de langue russe dans les pays du Partenariat oriental: Arménie, Azerbaïdjan, Biélorussie, Géorgie, Moldavie et Ukraine, ainsi que dans les pays de l'Union européenne.
Vladimir Poutine a présenté l'Eurasianisme et le "putinisme" comme alternative aux idéaux occidentaux adoptés par de nombreux pays de l'OTAN. Le putinisme associe le capitalisme d'État au nationalisme autoritaire. Poutine et la Russie dans son ensemble ont perdu le respect des valeurs et de l'autorité morale de l'Occident, créant un "fossé des valeurs" entre la Russie et l'Occident. Poutine a promu sa marque de valeurs conservatrices russes et a souligné l'importance de la religion. Les droits des homosexuels ont divisé la Russie et de nombreux pays de l'OTAN, les États-Unis et certains pays européens ayant utilisé leurs pouvoirs doux pour promouvoir la protection des droits des homosexuels en Europe de l'Est. La Russie, en revanche, a entravé la liberté d'homosexualité et gagné le soutien de ceux qui s'opposent au mariage homosexuel.
En mars 2016, le porte-parole de Vladimir Poutine, Dmitri Peskov, a déclaré que la Russie était en "guerre de l'information", principalement avec "des médias anglo-saxons et Médias saxons″.

## Commerce et économie
Après la chute de l'Union soviétique, la fédération de Russie s'est dirigée vers une économie plus ouverte avec moins d'intervention de l'État, et la Russie est devenue un élément important de l'économie mondiale. En 1998, la Russie a rejoint le G8, un forum regroupant huit grands pays développés, dont six membres de l'OTAN. En 2012, la Russie a adhéré à l'Organisation mondiale du commerce, une organisation de gouvernements déterminés à réduire les droits de douane et autres obstacles au commerce. Ces liens économiques accrus ont donné à la Russie accès à de nouveaux marchés et à de nouveaux capitaux, ainsi qu’au poids politique de l’Occident et d’autres pays. Les exportations de gaz russe ont fini par être considérées comme une arme contre les pays de l'OTAN, et les États-Unis et d'autres pays occidentaux ont œuvré pour réduire la dépendance de l'Europe à la Russie et à ses ressources. L'économie russe est fortement tributaire de l'exportation de ressources naturelles telles que le pétrole, le gaz naturel, et la Russie a utilisé ces ressources à son avantage. À partir du milieu des années 2000, la Russie et l'Ukraine ont eu plusieurs différends dans lesquels la Russie menaçait de couper l'approvisionnement en gaz. Comme une grande partie du gaz russe est exportée vers l'Europe par les pipelines traversant l'Ukraine, ces différends ont touché plusieurs pays de l'OTAN. Alors que la Russie affirmait que les différends avaient pour origine le non-paiement par l'Ukraine de ses factures, la Russie était peut-être aussi motivée par son désir de punir le gouvernement pro-occidental arrivé au pouvoir après la Révolution orange.
Alors que le nouveau rôle de la Russie dans l'économie mondiale offrait à la Russie plusieurs opportunités, il rendait également la fédération plus vulnérable aux tendances et pressions économiques externes. Comme beaucoup d'autres pays, l'économie russe a souffert de la Grande Récession. À la suite de l'annexion de la Crimée par la fédération de Russie, plusieurs pays (dont la plupart des pays de l'OTAN) ont imposé des sanctions à la Russie, nuisant à son économie en coupant l'accès à des capitaux. Dans le même temps, le prix mondial du pétrole a baissé. La combinaison des sanctions occidentales et de la chute du prix du brut en 2014 a par la suite entraîné la crise financière russe de 2014-2015.